# آلفردو ارناندس (بازیکن فوتبال، زاده ۱۹۳۵)
آلفردو ارناندس (اسپانیایی: Alfredo Hernández‎؛ زادهٔ ۱۸ ژوئن ۱۹۳۵) بازیکن فوتبال اهل مکزیک بود.
از باشگاه‌هایی که در آن بازی کرده‌است می‌توان به باشگاه فوتبال لئون و باشگاه فوتبال مونتری اشاره کرد.
وی همچنین در تیم ملی فوتبال مکزیک بازی کرده‌است.